# Giacomo Balla
Giacomo Balla (Torino, 1871. július 18. – Róma, 1958. március 1.) olasz festő, a futurizmus egyik képviselője. Művészettörténeti jelentőségű munkásságát mindössze hét év alatt fejtette ki.

## Élete, munkássága
Giacomo Balla egy gyárban dolgozó vegyészmérnök fia volt, gyermekkorában zenét tanult. Húszéves korában kezdett érdeklődni a festészet iránt, és a torinói akadémián végzett stúdiumokat, néhány korai munkáját ki is állította. 1895-ben Rómába költözött és megnősült, a felesége Elisa Marcucci volt. Újságrajzolással, néha portréfestéssel foglalkozott, majd 1899-ben kiállították egy képét a Velencei biennálén. Az elismerést követően fontos kiállításokon volt jelen Rómában és Velencében, Németország több városában (München, Berlin, Düsseldorf, de még a párizsi Őszi Szalonon is kiállított.. Párizsi útja alkalmával megismerte a divizionista festési módot, majd a későbbiekben a kubizmussal is kísérletezett.
Rómában találkozott a kialakuló futurizmus fiatal képviselőivel (Carlo Carrà, Umberto Boccioni, Gino Severini), és Filippo Tommaso Marinetti rábeszélésére csatlakozott a mozgalomhoz, ő is aláírta a futurista festők kiáltványát. Hamar magáévá tette elképzeléseiket és elveiket, futurista bútorokat és „antineutrális” ruhákat tervezett, és természetesen futurista stílusú képeket festett. 1912-ben mutatta be A pórázon sétáltatott kutya dinamizmusa (Kutya pórázon címen is ismert)  című festményét (1912), ami a közönség körében csak derültséget okozott. A futurista dinamizmus igazi lényegét azonban csak Severininek, a gömbforma és a tér viszonyát vizsgáló tanulmányai után érezte meg, és ekkor egész sorozatot festett a témában: Autó sebessége, (1912); Motorkerékpár sebessége (1913). Stílusára a dinamika erővonalakkal való szemléltetése és a divizionista hatások alkalmazása volt a jellemző. Utóbbi a Lány a balkonon (vagy A balkonon futó gyerek) (1912) című képén a legszemléletesebb.
Az időszak egyik legjelentősebb képe A Merkúr elhalad a Nap előtt  (1914), amellyel a futurista művészet legabsztraktabb művét alkotta meg, jóllehet, a természet megfigyelése nyomán jött létre. Az erőteljes absztrakció szép példája az Elvont sebesség és zaj  (1914) is. Ezekben a műveiben Balla átlépte a futurizmus határait, és sikerült a mozgásnak, a benyomásoknak eredeti és tökéletes plasztikai formát adnia. Munkásságának ez a szakasza kétségkívül úttörőnek számít, bár saját korában gyakorlatilag visszhang nélkül maradt.
1919-től ismét a realista festészetet művelte, hogy később újból futurisztikus jellegű, máskor sajátos absztrakt képeket készítsen. Munkásságának lényegét 1919-ig alkotta meg. 1958-ban halt meg Rómában.